# Sporothrix insectorum
Sporothrix insectorum är en svampart som beskrevs av de Hoog & H.C. Evans 1974. Sporothrix insectorum ingår i släktet Sporothrix och familjen Ophiostomataceae.   Inga underarter finns listade i Catalogue of Life.